# Rihards Zariņš
Rihards Zariņš o Richards Zarriņš (Kocēni, 27 de juny de 1869 – Riga, 21 d'abril de 1939) fou un artista gràfic letó.

## Biografia
Va néixer el 27 de juny de 1869 a Kocēni al comtat de Valmieras Letònia que en aquest moment formava part de l'Imperi Rus. Va prosseguir els seus estudis a Sant Petersburg, on es va graduar el 1895 per l'Escola Central de Dibuix Tècnic Stieglitz. Va continuar estudis addicionals a Berlín, Múnic, Viena, on va estudiar litografia, i París, on va refinar les seves habilitats en aquarel·la i Pintura al pastel.
Va retornar a Rússia on es va ocupar en el Departament de la Producció de Divises de l'Estat -ara Goznak- a Sant Petersburg durant 20 anys (1189-1919), actuant com a director tècnic. Des de 1905 va ser a càrrec del disseny de documents d'estat. El 1919, retorno a la recentment independitzada Letònia on va ser el director de la impremta del govern. Mantenint el lloc per 14 anys i es va retirar a començaments de 1934.

## Obras
Zariņš va ser un dels millors artistes gràfics letons. El seu primer treball va aparèixer aviat els anys 1890 a les pàgines, de l'aleshores popular revista en idioma letó, Austrums, quan encara era estudiant a l'Escola d'Art Stieglitz. Dedicava una quantitat de temps considerable a l'estudi d'ornamentació folklòrica, i sota el seu lideratge, els publicistes estatals van generar una monumental obra en arts decoratives letones.
Durant la seva carrera, l'artista va dissenyar molts segells de l'Imperi Rus, RSFS de Rússia, República Nacional Belarussa, l'URSS i de Letònia. És autor dels primers segells de la RSFS de Rússia emitits el 1918.
Zariņš era un artista prolífic que va produir moltes il·lustracions de llibres (ex-libris), gravats i litografies. La seva obra d'art també conté dibuixos, aquarel·les i caricatures. Entre els seus treballs d'art aplicat estan els dissenys de l'Escut de Letònia com també diversos dissenys de bitllets emesos per l'oficina estatal, i diverses monedes letones.

Billets i segells dissenyats per Rihards Zariņš
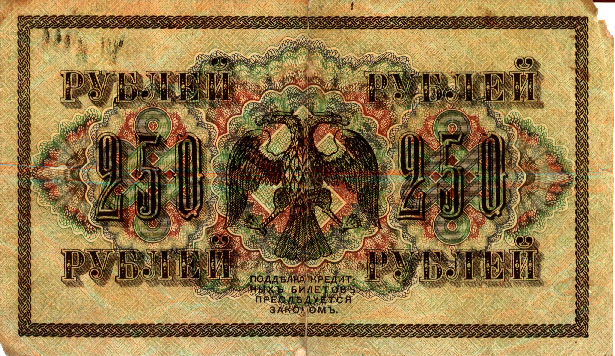
El bitllet de banc de 250 rublos emitits pel Govern Provisional Rus el 1917 fou dissenyat per Zariņš
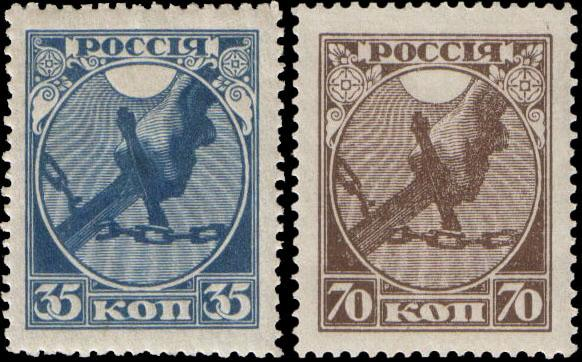
Primers segells postals de la RSFS de Rússia, 1918
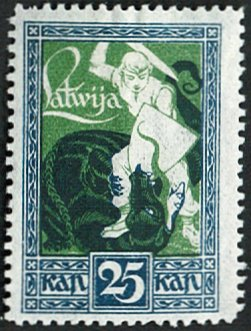
Segell postal de Letònia, 1919
Escut de Letònia, 1921